# Ursula Schattner-Rieser
Ursula Schattner-Rieser (née en 1966) est une chercheuse franco-autrichienne en études juives, spécialisée en linguistique sémitique dans le cadre de la linguistique afro-asiatique, des manuscrits de la mer Morte et des études samaritaines.

## Vie et éducation
Schattner-Rieser est née en 1966 en Autriche. Elle fait l'essentiel de ses études à Paris et suit des cours complémentaires à Vienne et à Jérusalem. Elle commence ses études juives à Vienne, où elle est encadrée par Kurt Schubert et Günter Stemberger. De 1987 à 1991, elle suit des études d'histoire du Proche-Orient ancien, de philologie sémitique et de linguistique générale à l'École pratique des hautes études (EPHE-Sorbonne) et à l'Université de Paris VIII. Elle étudie également l'épigraphie à l'École du Louvre/Paris et à l'École des langues orientales anciennes (E.L.C.O.A) de l'Institut catholique de Paris (ICP) et de l'EPHE-Sorbonne de 1987 à 1998. Elle termine ses études doctorales sous la direction de l'épigraphiste et bibliste André Lemaire et de Jean Margain, spécialiste de philologie sémitique à la Sorbonne. Elle est titulaire d'un doctorat de l'EPHE-Sorbonne (1998). Elle effectue ses études linguistiques auprès d'André Martinet, Claude Hagège et Henriette Walter à la section philologique-historique (IV) de l'EPHE. C'est là qu'elle obtient son diplôme d'histoire-philologie en tant qu'élève de l'École en 2001 et qu'elle reçoit l'autorisation d'enseigner en tant que professeur d'université pour la philologie orientale ancienne (Langues et Littératures Orientales) et les études juives. Elle obtient son habilitation universitaire en littérature et langues hébraïques et araméennes en 2010.

## Carrière
De 1996 à 2011, elle est professeure de sémiologie comparée, spécialisée dans les études nord-ouest sémitiques, araméennes et samaritaines à l'Institut des langues et civilisations orientales (ELCOA) de l'Université catholique de Paris (ICP), rue d'Assas. En outre, de 2002 à 2011, elle enseigne la philologie hébraïque et araméenne ainsi que les manuscrits de la mer Morte à l'École pratique des hautes études (EPHE) de l'Université de la Sorbonne à Paris, en France. Elle occupe divers postes universitaires, notamment en tant que professeur invité à l'université de Zurich, chercheur en reliures hébraïques médiévales à Mayence, conférencière invitée à l'Institut Rashi de Troyes (France), professeur de judaïsme ancien et directrice de l'Institut Martin-Buber d'études juives à Cologne (Allemagne), assistante de recherche à l'université d'Innsbruck et de Salzbourg, et professeur invité à la Hochschule für Jüdische Studien de Heidelberg.
Depuis 2021, elle est nommée à l'Institut de linguistique du professeur Ivo Hajnal à l'université d'Innsbruck, où elle travaille en tant que Privatdozent et chercheur principal, enseignant les langues sémitiques et coordonnant le programme de licence "Langues du Proche-Orient ancien" en coopération avec le département d'histoire ancienne et d'études orientales anciennes du professeur Robert Rollinger à l'université d'Innsbruck - Centre pour les cultures anciennes. Ses recherches portent sur l'interaction entre la linguistique et la religion (théolinguistique), la linguistique sémitique et le genre, ainsi que sur l'origine et le pouvoir de la langue et de l'écriture et leurs conséquences et leur impact sur la culture et les religions.
Elle est chef de projet de la base de données d'une centaine de contrats hébraïques de la communauté juive médiévale de Cologne, Jewish Schreinbook of Cologne Nr. 107 (base de données JSB).

## Travail scientifique
Ses recherches portent sur les études de Qumrân et les manuscrits de la mer Morte, les études bibliques post-exiliques, l'Ancien Testament et les études samaritaines, ainsi que les fragments hébraïques médiévaux dans les reliures.
Ses études sémitiques comprennent la linguistique hébraïque et araméenne, le judaïsme ancien et le christianisme primitif et précoce, ainsi que les études religieuses comparées. Elle s'intéresse personnellement aux échanges culturels interreligieux entre le judaïsme, le christianisme et l'islam.
Elle participe à des travaux et publications sur les Samaritains avec Jörg Frey, Konrad Schmid et Christian-Bernard Amphoux et à des collaborations avec Emanuel Tov, Daniel Stökl Ben Ezra, Katell Berthelot et Daniel Smith sur les manuscrits de la mer Morte, de Qumran, des prières et de l'araméen à l'époque de Jésus.
Les travaux d'Ursula Schattner-Rieser sur le Notre Père ont fait l'objet d'une grande attention de la part des chercheurs. À partir des textes araméens de Qumrân, "la phase moyennement araméenne-palestinienne", elle a réalisé une nouvelle rétro-traduction ou reconstruction de la prière araméenne originale, qui diffère sur un certain nombre de points des rétroversions largement répandues dans Kuhn et Jeremias.

## Honneurs
En juillet 2005, elle est élue membre associé libre de l'Académie nationale de Metz, l'une des 16 académies des sciences humaines et sociales. Elle a reçu plusieurs prix de recherche à Paris, en France, et à Innsbruck, en Autriche.

## Œuvres publiées
Livres
- U. Schattner-Rieser, L'Araméen des manuscrits de la mer Morte, I. Grammaire, vol. 5, Editions du Zèbre, Lausanne, coll. « Instruments pour l'étude des langues de l'Orient ancien », 2004 (ISBN 2-940351-03-1)
- U. Schattner-Rieser, Textes araméens de la mer Morte. Édition bilingue, vocalisée et commentée, vol. 5, Éditions Safran, Bruxelles, coll. « Langues et cultures anciennes », 2005 (ISBN 2-87457-001-X)
- U. Schattner-Rieser, Échos du passé araméen. Témoignages épigraphiques par rapport à la tradition hébraïque et juive (prof. diss.), Paris, 2010
- U. Schattner-Rieser, Die Judaica- und Hebraica-Sammlung der Synagoge Innsbruck, Agentur Gitterle, Imst-Innsbruck, 2024,  (ISBN 978-3-200-09964-7)

Comité de rédaction
- Schattner-Rieser, Christian-B. et A., Etudes sémitiques et samaritaines offertes à Jean Margain, vol. 3, Lausanne, Editions du Zèbre, coll. « HTB », 1998 (ISBN 2-9700088-6-6, lire en ligne)
- Die Samaritaner und die Bibel / The Samaritans and the Bible. Historische und literarische Wechselwirkungen zwischen biblischen und samaritanischen Traditionen / Historical and Literary Interactions between Biblical and Samaritan Traditions, vol. 7, Berlin, De Gruyter, coll. « Studia Samaritana », 2012 (ISBN 2-87457-001-X, DOI 10.1515/9783110294361)
- U. Schattner-Rieser et J. N. Pérès, « Les églises d’Éthiopie. Cultures et échanges culturels/Die Kirchen Äthiopien. Kultur und Kulturaustausch. Actes du Colloque de l’Institut Supérieur d’Études Oecuméniques du 21-22 octobre 2010 à Paris », Journal of Eastern Christian Studies, Louvain, Peeters, vol. 64,‎ 2013 (ISSN 1783-1555)
- U. Schattner-Rieser et Josef M. Oesch, 700 Jahre jüdische Präsenz in Tirol. Neue literarische und kulturhistorische Erkenntnisse, University Press Innsbruck, iup, 2018 (ISBN 978-3-903122-77-2, lire en ligne)

## Sources
- Christian Grappe, « Ursula Schattner-Rieser, L’araméen des manuscrits de la mer Morte. I. Grammaire, (Instruments pour l’étude des langues de l’Orient ancien 5) Prahins, Éditions du Zèbre, 2004 », Revue d'Histoire et de Philosophie religieuses, vol. 85, no 3,‎ 2005, p. 430-431
- HFJS, « PD Dr. Ursula Schattner-Rieser », Hochschule Für Jüdische Studien Heidelberg, 19 avril 2023 (consulté le 26 mai 2024)
- Institut für Sprachwissenschaft, « Ursula Schattner-Rieser », Universität Innsbruck (consulté le 26 mai 2024)
- Hebräische Fragmente in Österreich, « Team » (consulté le 26 mai 2024)
- Ursula Schattner-Rieser, Prayer in the Sayings Gospel Q [Das Gebet in der Logienquelle Q.] : Abba. Vaterunser: The Lord's Prayer in the Context of Jewish-Aramaic Prayer Traditions in the Time of Jesus, Tübingen, Mohr-Siebeck, 2019 (ISBN 978-3-16-156660-8), p. 23–56